# Lajoskomárom
Lajoskomárom (németül: Loischkomorn) nagyközség Fejér vármegyében, az Enyingi járásban.

## Fekvése
Fejér vármegye délnyugati részén, Dégtől nyugatra fekvő település. A környező települések közül Mezőkomárom 5, Dég 7, Nagyberény 17,5, Ságvár pedig 23 kilométer távolságra található.
Hátrányos közlekedésföldrajzi adottságú település: csak alacsonyabb rendű közúton érhető el. Központján a Dég-Som közti 6402-es út húzódik végig – ezen érhető el a 64-es és 65-ös főutak felől is –, Enyinggel a 6404-es út köti össze, Külsősáripuszta településrészére pedig a 64 104-es számú mellékút vezet a településről. A vasúthálózatba nem kapcsolódik be, noha a község 19. század végi vezetése szorgalmazta a vasútépítést. 1891-ben például nagy részvényvásárlást ígértek, ha a Veszprém–Enying–Dombóvár között tervezett helyiérdekű vasút megépül, és az a község határát érinti. A terv azonban az uradalom tiltakozásán megbukott.

## Földrajza
A falu mély talajvizű löszös síkságon fekszik, a löszréteg vízi hordalékra és homokos, agyagos pliocén rétegekre épült. Vizei a hátakat határoló asszóvölgyben futnak, a felesleges csapadékvizet a község déli határán átfolyó Kutas-ér vezeti le. A patakon 1879-ben hozták létre az első tavat, melynek zsilipje 1880-ban készült el. A Kútvölgyi-tó nyugati részén jelölték ki 1879-ben a kenderáztató helyet, többi részén lovakat úsztattak. 1941-ben kérvényezte Hahn János, hogy újabb halastavat hozhasson létre. Ma öt horgásztó szolgálja a szabadidős tevékenységet. A Kutasi-tavon 1931-es leeresztése és medertisztítása után, 1932-ben strandfürdőt alakítottak ki. A strand kialakítását a község jegyzője igen jó megfigyeléssel indokolta: „A községnek közfürdője nincs, így évente a nyári időszakban valóságos népvándorlás indul meg a Balaton felé, hogy ott felüdüljenek. A Kutasi tó hozzáférhetőségénél, pormentes, vadregényes fekvésénél fogva egy közfürdő létesítésére rendkívül alkalmas.” A Kutasi hidat 1878-ban áthelyezték, majd a strand építésekor újjáépítették. A határban talált hévízforrás még kiaknázásra vár.

## Története
Lajoskomárom község Magyarország fiatalabb települései közé tartozik, a 18. század végén még hatalmas, sűrűn benőtt erdő terült el a helyén. A területet az enyingi székhelyű Batthyány család birtokolta, akiknek Mezőkomáromban is voltak birtokaik, s Lajoskomáromot azzal a szándékkal hozták létre, hogy hatalmas földjeit gazdaságosabban meg tudják műveltetni jobbágyaikkal. Ezért herceg Batthyány Lajos országos körlevelet tett közzé, kedvezményeket ígérve a letelepedni szándékozóknak. 1802-ben kezdték benépesíteni a kijelölt területeket, a fiatal község a Lajoskomárom nevet kapta. Az ozorai úttól nyugatra elterülő földterület már nem Batthyány Lajosé, hanem fiáé, Fülöpé volt, ezért a Fülöp-hegy nevet kapta. Ide szőlőt telepítettek, amely mind a mai napig művelés alatt áll.
A Batthyány család Lajoskomárom házhelyeit főúri rangjának megfelelően a H betű alakjában jelölte ki. Itt kaptak egy kis magyar hold területű házhelyet, szessziót, páskomot, szőlőföldet az ország minden tájáról érkező svábok, tótok és magyarok, sváb többséggel. Az itt lakók a 19. század végére megalapozták hírnevüket az állattenyésztés és a növénytermesztés területén, és a 20. század első harmadában – az országban először – a termelők önsegélyező egyesületet alakítottak káraik enyhítésére.
Az első világháború után, a lakosság a temető felé vezető út mentén gesztenyefákat telepített a háborúban elesett lajoskomáromi emberek emlékére. Ehhez a gesztenyefasorhoz épült 1939-ben az óvoda, majd később az iskola is, amely korábban az egyházi iskolák különféle épületeiben szétszórva működött. A fasor végén fekvő temetőben található az 1991-ben áthelyezett emlékpark, amelyben az első és második világháború, valamint az 1956-os forradalom hősi halottainak emlékoszlopát állították fel. Az első világháborúban 80, a másodikban 88, az 1956-os forradalomban egy lajoskomáromi személy vesztette életét. 1961-ben a községben megépült közös fedezeti forrásból az új mozihelyiség 250 férőhellyel, amely ma már nem működik.
Az orvosi rendelőt 1965-ben korszerűsítették, majd a helyén 1983-ban új egészségügyi központot építettek, melyet Oravecz Éva főorvos vett át. Az épületben körzeti orvosi, fogorvosi rendelőt, fizikoterápiás gyermekgondozót és két orvoslakást alakítottak ki. Zöldkeresztes védőnő és jól felszerelt laboratórium is működik itt az önkormányzat hathatós segítségével. Rendszeresen végeznek szűrővizsgálatokat a faluban. A gyógyszertár 1971-től működik, 1996-tól magánpatikaként.
1958 novemberében adták át az új óvoda épületet, amelyet az 1970-es években bővítettek. A 100 férőhelyes óvodát 2002-ben tornaszobával bővítették. 1975-ben nyílt meg az ifjúsági klub, amely művelődési ház jellegű feladatokat is ellátott a könyvtárral együtt, amely már 1959 óta szolgálta az olvasni vágyók igényeit. A rendszerváltáskor a klub az egykori MSZMP-székház épületébe költözött. A 2001-ben megnyílt teleház a könyvtárral közös helyiségben működik. A községben kábeltévé-hálózat működik, és 1993 óta havi egy alkalommal jelentkezik a Falutévé a községben és környékén zajló eseményekről tudósító magazinműsorral. A tévé 2011-ben új technikai háttérrel, havi további egy adással és YouTube csatornával (Kutas TV) bővült.
A falu címerét és zászlaját 1993-ban készítették, amely a három felekezetre és a mezőgazdaság túlsúlyára utal.

## Közélete

### Polgármesterei
- 1990–1994: Macher Pál (független)[6]
- 1994–1998: Macher Pál (független)[7]
- 1998–2002: Macher Pál (független)[8]
- 2002–2006: Macher Pál (Polgármesterek Fejér Megyéért)[9]
- 2006–2010: Macher Pál (Polgármesterek Fejér Megyéért)[10]
- 2010–2014: Pirtyák Zsolt (független)[11]
- 2014–2019: Pirtyák Zsolt (független)[12]
- 2019–2024: Pirtyák Zsolt (független)[13]
- 2024– : Reizinger Ádám (független)[1]

## Népessége
A település népességének változása:
| Lakosok száma | 2284 | 2241 | 2226 | 2100 | 2019 | 1962 | 1901 |
|               | 2013 | 2014 | 2015 | 2021 | 2022 | 2023 | 2024 |

A 2011-es népszámlálás során a lakosok 89,2%-a magyarnak, 0,6% németnek mondta magát (10,7% nem nyilatkozott; a kettős identitások miatt a végösszeg nagyobb lehet 100%-nál). A vallási megoszlás a következő volt: római katolikus 42,4%, református 16,3%, evangélikus 15,7%, görögkatolikus 0,1%, felekezeten kívüli 8,4% (16,6% nem nyilatkozott). A belterület mellett jelentős tartozéktelepülések Középbogárd (452 fő, 2011) és Külsősáripuszta (53 fő).
2022-ben a lakosság 92,6%-a vallotta magát magyarnak, 1,1% németnek, 0,7% cigánynak, 0,1% lengyelnek, 1,8% egyéb, nem hazai nemzetiségűnek (7% nem nyilatkozott; a kettős identitások miatt a végösszeg nagyobb lehet 100%-nál). Vallásuk szerint 29,8% volt római katolikus, 13,8% evangélikus, 12,2% református, 0,1% görög katolikus, 0,2% egyéb keresztény, 2,7% egyéb katolikus, 10% felekezeten kívüli (31% nem válaszolt).

## Nevezetességei
A falu három temploma közül az evangélikus épült fel elsőként, 1817–1822 között a hívek erejével. A 400 férőhelyes épületet 1911-ben, 1967-ben, majd 1999-ben renoválták. Harangjait az első világháború idején beolvasztották, az új harangok 1922-ben készültek. Orgonáját a pécsi Angster cég készítette. Oltárképe Jézust ábrázolja a Getszemáni-kertben ábrázolja. 1992. december 12-én adták át az Agape Evangélikus Szeretetházat, melynek létrehozásában az evangélikus egyházat a német testvérgyülekezet tagjai is segítették. Első igazgatója Decmann Tibor evangélikus lelkész, vezetője Reizinger Márta volt. 1996-os bővítése során 25 szobát alakítottak ki, 2004-ben pedig három új lakrészt, irodákat, nagytermet és kápolnát toldottak az épülethez.
Az órapárkányos, hagymasisakos tornyú református templom 1912-ben épült. Harangjait az első világháborúban szintén beolvasztották, és 1924-ben, illetve 1929-ben öntöttek új harangokat.
A falu római katolikus templomát Hornig Károly püspök költségén építették. Alapkövét 1900. június 13-án helyezték el, a harangokat és az új templomot 1901-ben áldották meg. Az orgonát a püspök támogatásával a hívek vásárolták. A templomot 1943-ban, majd 2000-ben tatarozták.

## Testvértelepülései
Lajoskomárom testvértelepülési kapcsolatot létesített a bajorországi Haag településsel. 1992-ben Lajoskomárom bemutatkozott a bajor ipari és mezőgazdasági vásáron. Évente érkeznek küldöttségek Nürnberg környékéről, az evangélikus egyház rézfúvósai Plochingen muzsikusaival ápolnak rendszeres kapcsolatokat. Haag ajándékozta az utcanévtáblákat és a Mesterségek fáját Lajoskomáromnak.